# 江基夫齊 (涅米羅夫區)
48°49′2″N 29°5′39″E / 48.81722°N 29.09417°E
江基夫齊（烏克蘭語：Зяньківці），是烏克蘭西南部的村落，隸屬文尼察州的圖利欽區。該村始建於1867年，面積1.39平方公里，海拔高度206米，2001年人口334，人口密度每平方公里240.29人。